# Parque Venecia
El barrio de Parque Venecia es un barrio de nueva construcción que cuenta ya con más de 20.000 habitantes después de haber multiplicado por seis su población en los últimos 3 años. Sus habitantes tienen edades comprendidas en su mayoría entre los 30 y 45 años y una previsión de crecimiento de 6.000 habitantes al año, llegando a alcanzar en un futuro los 75.000 habitantes, todo ello debido a registrar las tasas de natalidad más altas de todo el territorio nacional. El número de niños en edad de escolarización supera las plazas disponibles de los colegios y guardias del barrio, colapsando los servicios de guardería y clases de formación reglada de los nuevos colegios. El barrio tiene unos datos de renta muy superior a la media española y es uno de los barrios con habitantes más estables en el terreno laboral, debido al gran número de funcionarios públicos que viven allí (policías, militares, sanitarios, educadores, etc.). 
A escasos metros se sitúa el Centro Comercial Puerto Venecia, es el más grande de Europa, galardonado con el premio internacional a mejor Centro Comercial de Europa. Cuenta con la instalación de un nuevo Mercado de alimentación y artesanal en la plaza de Marco Polo haciendo que sea el corazón del barrio. Situado al sur de Zaragoza. Limita al norte con el Tercer Cinturón (o Z-30), al este con el Canal Imperial de Aragón y el Cuarto Cinturón (o Z-40), y con los Pinares de Torrero al oeste y sur.

## Descripción
Este nuevo barrio nació en 2005, en el distrito de Torrero-La Paz. El Plan General de Ordenación Urbana de Zaragoza la identifica como Sector 88/1. El planeamiento aprobado por el Ayuntamiento para este sector prevé un total de 4103 viviendas en edificios con plantas bajas comerciales, de las cuales 1641 son de protección oficial. En estos momentos es el barrio con más futuro y rentabilidad a la hora de abrir un negocio en los locales comerciales de las plantas bajas de sus edificios, que a todas luces se quedarán escasos en un futuro próximo. En próximas fechas se reubicaran las instalaciones del Mercado provisional del Mercado Central en la plaza de Marco Polo de Parque Venecia.
El 9 de abril de 2018 se inauguró el primer centro educativo del barrio, llamado CPI Parque Venecia, que integra en la actualidad las etapas educativas de educación infantil, primaria y secundaria.
El curso 2019-2020 se creó un segundo colegio, el CEIP María Zambrano, cuya construcción comenzó en 2021. Estará terminado en 2024 y comprenderá educación infantil y primaria.

## Accesos
En coche
- Desde el Tercer Cinturón a través de la rotonda del Cuartel de la Policía Local de La Paz.
- Desde el Cuarto CInturón a través del parque comercial y de ocio Puerto Venecia.

En autobús
- Línea 23 La Paz - Actur/Rey Fernando: paradas de Cuartel Policía Local, Carnaval de Venecia y Carlo Scarpa (ida) y Carlo Scarpa, Av. Puente de los suspiros y Avenida Tiziano (vuelta).
- Línea 31 Puerto Venecia - Aljafería: paradas de Tiziano/Paolo Veronese y Avenida Tiziano (ida) y Cuartel Policía Local y Av. Policía Local/frente Paolo Veronese (vuelta).
- Línea C4 Plaza de las Canteras - Puerto Venecia: paradas de Tiziano/Paolo Veronese y Avenida Tiziano (ida) y Cuartel Policía Local y Av. Policía Local/frente Paolo Veronese (vuelta).
- Línea N5 Plaza Aragón - Plaza Aragón: paradas de Cuartel Policía Local, Carnaval de Venecia, Carlo Scarpa, Av. Puente de los Suspiros y Avenida Tiziano

En bicicleta
Los carriles bici de acceso a Puerto Venecia que discurren por la avenida Policía Local y la avenida Tiziano bordean el barrio por su lado oeste, conectándolo con el resto de carriles bici de la ciudad a través del Tercer Cinturón.